# Die Sklavenkönigin
Die Sklavenkönigin is een Oostenrijkse dramafilm uit 1924 onder regie van Michael Curtiz. Het scenario is gebaseerd op de roman Moon of Israel (1918) van de Britse auteur Henry Rider Haggard. In Nederland werd de film destijds uitgebracht onder de titel De slavenkoningin.

## Verhaal
Rond 1230 voor Christus leven de Israëlieten in slavernij in Egypte. In die tijd wordt het Joodse slavenmeisje Merapi verliefd op prins Seti, de zoon van farao Menapta. Hun onmogelijke liefde leidt tot talrijke problemen. Uiteindelijk leidt Mozes zijn volk door de Rode Zee naar de vrijheid.

## Rolverdeling
| Acteur               | Personage        |
| -------------------- | ---------------- |
| María Corda          | Merapi           |
| Adelqui Migliar      | Prins Seti       |
| Arlette Marchal      | Userti           |
| Ferdinand Onno       | Ana              |
| Oscar Beregi sr.     | Amenmeses        |
| Henry Mar            | Mozes            |
| Adolf Weisse         | Farao Menapta    |
| Reinhold Häussermann | Pampasa          |
| Georges Haryton      | Laban            |
| Emil Heyse           | Hogepriester Khi |
| Boris Baronoff       | Nathan           |
| Hans Thimig          |                  |